# سيف الدين الغوري
سيف الدين محمد السوري الغوري، نسبة إلى قبيلة سور [البشتو] أول أمراء الدولة الغورية في بلاد الغور ناحية فارس. قامت الدولة الغورية على يد السلطان سيف الدين بعد وفاة الأمير عز الدين حسين في عام 543ه/1148م، الذي تزعم العائلة الشنسبانية الحاكمة في بلاد الغور وقسم بلاده بين إخوته واتخذ قاعدته في قلعة إشتيا بهذه البلاد، ويبدو أن هذا التقسيم الذي قام به سيف الدين سوري كان سببا في وقوع النزاع بين هؤلاء الإخوة حيث إن قطب الدين بن محمد بن عز الدين حسين لم يكن راضيا عن نصيبه في مملكة والده في بلاد الغور والذي أعطاه له أخوه سيف الدين، فلجأ قطب الدين محمد إلى البلاط الغزنوي في مدينة غزنة وصاهر السلطان الغزنوي بهرامشاه بن مسعود 512-547ه/1118-1152م حتى يكون عونا له على إخوته ولما عظم شان قطب الدين محمد بهذه المصاهرة سعى به الحاقدون إلى السلطان بهرامشاه الغزنوي الذي دس له السم في الطعام حيث مات قطب الدين سنة 542ه/1147م.